# 贝尔海姆
贝尔海姆是德国莱茵兰-普法尔茨州的一个市镇。总面积20.44平方公里，总人口8349人，其中男性4103人，女性4246人（2011年12月31日），人口密度408人/平方公里。